# Okręgowe rozgrywki w piłce nożnej woj. olsztyńskiego, elbląskiego i suwalskiego (1982/1983)
Drużyny z województwa olsztyńskiego, elbląskiego i suwalskiego występujące w ligach centralnych i makroregionalnych:
- I liga – brak
- II liga – Olimpia Elbląg
- III liga – Gwardia Szczytno, Stomil Olsztyn, Mazur Ełk, Wigry Suwałki, Sokół Ostróda, Rominta Gołdap, Śniardwy Orzysz, Pomowiec Gronowo Elbląskie

Rozgrywki okręgowe:
- OZPN Olsztyn:

- - Klasa okręgowa (IV poziom rozgrywkowy)
  - Klasa A - 3 grupy (V poziom rozgrywkowy)
  - Klasa B - 6 grup (VI poziom rozgrywkowy)
  - klasa C(gminna) - podział na grupy (VII poziom rozgrywkowy)

- OZPN Elbląg:

- - Klasa okręgowa (IV poziom rozgrywkowy)
  - Klasa A - 2 grupy (V poziom rozgrywkowy)
  - Klasa B - podział na grupy (VI poziom rozgrywkowy)

- OZPN Suwałki:

- - Klasa okręgowa (IV poziom rozgrywkowy)
  - Klasa A (V poziom rozgrywkowy)

## OZPN Olsztyn

### Klasa okręgowa
| Poz. | Klub                 | M  | Pkt. |
| ---- | -------------------- | -- | ---- |
| 1    | Huragan Morąg        | 22 | 34   |
| 2    | Orlęta Reszel        | 22 | 31   |
| 3    | Jeziorak Iława       | 22 | 27   |
| 4    | Warmia Olsztyn       | 22 | 27   |
| 5    | Metalowiec Mrągowo   | 22 | 27   |
| 6    | Tęcza Biskupiec (b)  | 22 | 26   |
| 7    | Kormoran Ostróda (b) | 22 | 21   |
| 8    | Gwardia II Szczytno  | 22 | 19   |
| 9    | Warfama Dobre Miasto | 22 | 15   |
| 10   | Stomil II Olsztyn    | 22 | 15   |
| 11   | Agrokompleks Kętrzyn | 22 | 11   |
| 12   | Granica Kętrzyn      | 22 | 11   |

- Huragan Morąg awansował do III ligi

### Klasa A

#### grupa I
| Poz. | Klub               | M  | Pkt. | Bramki |
| ---- | ------------------ | -- | ---- | ------ |
| 1    | Start Nidzica      | 14 |      |        |
|      | LZS Stare Jabłonki | 14 |      |        |
|      | LZS Rudzienice     | 14 |      |        |
|      | LZS Turznica       | 14 |      |        |
|      | Motor Lubawa       | 14 |      |        |
|      | LZS Napiwoda       | 14 |      |        |
|      | LZS Kozłowo        | 14 |      |        |
|      | LZS PGR Gierłoż    | 14 |      |        |

#### grupa II
| Poz. | Klub                      | M  | Pkt. | Bramki |
| ---- | ------------------------- | -- | ---- | ------ |
| 1    | LZS Korsze                | 14 |      |        |
|      | Agrołyna Sępopol          | 14 |      |        |
|      | LZS Skierki               | 14 |      |        |
|      | LZS PGR Bezledy           | 14 |      |        |
|      | LZS Barciany              | 14 |      |        |
|      | Victoria Bartoszyce       | 14 |      |        |
|      | LZS Gaje                  | 14 |      |        |
|      | Cresovia Górowo Iławeckie | 14 |      |        |

#### grupa III
| Poz. | Klub                       | M  | Pkt. | Bramki |
| ---- | -------------------------- | -- | ---- | ------ |
| 1    | Polonia Lidzbark Warmiński | 14 |      |        |
|      | LZS Kieźliny               | 14 |      |        |
|      | Reduta Bisztynek           | 14 |      |        |
|      | Korona Klewki              | 14 |      |        |
|      | LZS Pasym                  | 14 |      |        |
|      | LZS Bartążek               | 14 |      |        |
|      | LZS Unieszewo              | 14 |      |        |
|      | LZS Czerwonka              | 14 |      |        |

### Klasa B

#### grupa I
- awans: Olimpia Olsztynek

#### grupa II
- awans: LZS Małdyty

#### grupa III
- awans: LZS Janowiec

#### grupa IV
- awans: LZS PGR Kierźliny, LZS Lidzbark Warmiński

#### grupa V
- awans: LZS Dobry Lasek

#### grupa VI
- awans: LZS POHZ Wopławka

## OZPN Elbląg

### Klasa okręgowa
| Poz. | Klub                     | Pkt. | Bramki |
| ---- | ------------------------ | ---- | ------ |
| 1    | Zatoka Braniewo          |      |        |
| ?    | Olimpia II Elbląg        |      |        |
| ?    | Pogoń Gardeja            |      |        |
| ?    | Powiśle Czernin          |      |        |
| ?    | Nogat Malbork            |      |        |
| ?    | Syrena Młynary (b)       |      |        |
| ?    | Mlexer Elbląg            |      |        |
| ?    | Żuławy Nowy Dwór Gdański |      |        |
| ?    | Rodło Kwidzyn            |      |        |
| ?    | Sokół Lipowina           |      |        |
| ?    | Wałsza Pieniężno (b)     |      |        |
| ?    | Pogoń Prabuty (b)        |      |        |
| ?    | Barkas Tolkmicko         |      |        |
| ?    | Powiśle Dzierzgoń        |      |        |
| ?    | Sokół Kwidzyn            |      |        |
| ?    | Błękitni Orneta          |      |        |

### Klasa A
- grupa I - awans: Zalew Frombork
- grupa II - awans: Unia Susz